# Union Station (Washington D. C.)
La Union Station es la principal estación ferroviaria de pasajeros de la ciudad de Washington D. C., capital de los Estados Unidos. Localizada en el extremo sur del corredor nororiental de la red ferroviaria estadounidense, la estación es una de las más transitadas del país. Inaugurada en 1907, fue diseñada por Daniel Burnham y se trata de un importante edificio desde el punto de vista arquitectónico. Sirve de centro de operaciones de Amtrak.

## Servicios
Tres compañías distintas operan en la estación:
- Amtrak, dedicada a servicios de media y larga distancia, con destinos a grandes ciudades del país, como Baltimore, Boston, Chicago, Miami, Nueva Orleans y Nueva York.
- MARC (Maryland Area Regional Commuter), dedicada a servicios de corta distancia, especialmente en el área metropolitana de Washington D. C.
- Virginia Railway Express, dedicada a servicios de corta distancia especialmente en el estado de Virginia.

Asimismo, la estación sirve como punto de destino para rutas de autobuses y cuenta con una estación del servicio de metro de la ciudad.